# Sankt Margarethen bei Knittelfeld
Sankt Margarethen bei Knittelfeld r en kommun i distriktet Murtal i förbundslandet Steiermark i Österrike. 
Kommunen har 2 625 invånare (2024) och består av 20 orter (Ortschaften) (inom parentes invånarantal 1 januari 2024):

- Fötschach (31)
- Glein (124)
- Gobernitz (164)
- Gottsbach (10)
- Kroisbach (63)
- Leistach (6)
- Mitterbach (135)
- Obermur (15)
- Pichl (20)
- Preg (59)
- Preggraben (94)
- Rachau (293)
- Ritzendorf (13)
- Sankt Benedikten (19)
- Sankt Lorenzen bei Knittelfeld (481)
- Sankt Margarethen bei Knittelfeld (829)
- Sankt Margarethen bei Knittelfeld Sdlg (97)
- Schütt (4)
- Ugendorf (164)
- Untermur (4)

Kommunen fick sin nuvarande form den 1 januari 2015 genom en sammanslagning av kommunerna Sankt Margarethen bei Knittelfeld, Rachau och Sankt Lorenzen bei Knittelfeld.